# Oedipina cyclocauda
Oedipina cyclocauda is een salamander uit de familie longloze salamanders (Plethodontidae). De soort werd voor het eerst wetenschappelijk beschreven door Edward Harrison Taylor in 1952.

## Uiterlijke kenmerken
Oedipina cyclocauda heeft de kenmerkende lichaamsbouw van een tropensalamander: een lang, wormachtig lichaam met kleine poten en een staart die langer is dan het lichaam. Bij deze soort is de staartlengte ongeveer twee keer de lichaamslengte met gemiddelde waardes van 96 en 43 millimeter. Een ander kenmerk van de tropensalamanders is autotomie: in geval van nood kunnen ze net als veel hagedissen hun staart afwerpen. De nieuwere delen van de staart hebben een lichtere kleur dan de rest van het lichaam. De huid heeft een egaal donkerbruine, grijze of zwarte kleur. Oedipina cyclocauda is robuuster gebouwd dan de verwante Oedipina gracilis die in hetzelfde gebied voorkomt met een dikkere en langere poten, een grotere kop en een rondere snuit.

## Verspreiding en habitat
De soort komt voor in delen van Midden-Amerika en leeft endemisch in Costa Rica. Het verspreidingsgebied van Oedipina cyclocauda loopt in de Caribische laaglanden van Midden-Amerika van noordelijk Honduras via Nicaragua en Costa Rica tot in de centrale delen van Panama. De soort komt voor in laaglandregenwouden van zeeniveau tot op 600 meter hoogte.

## Leefwijze
Oedipina cyclocauda leeft in de strooisellaag van het regenwoud en onder gevallen bomen. Deze salamander voedt zich met kleine geleedpotigen.